# Drudging the Mire
Drudging the Mire (englisch Sich durch den Morast arbeiten) ist ein Album der australischen Funeral-Doom-Band Murkrat.

## Geschichte
Nachdem Becky „Nine-Iron“ Murkrat für eine Karriere als Profi-Golferin verlassen hatte und Aesthetic Death Records das Debüt der Band herausgegeben hatte, lud Mandy Andresen den Schlagzeuger Neil Dyer in die Band. Nach einer Split-EP mit Demons Gate spielte die Band in den Jahren 2009 und 2010 im Studio The Haunted Palace ein Folgealbum ein. Trotz der Beteiligung Dyers behielt sich Andresen das Songwriting vor und arbeitete allein die Stücke ohne Unterstützung aus um eigener Unsicherheit durch den Austausch mit dem Bandmitglied vorzubeugen. Entsprechend fügte Dyer lediglich sein Schlagzeugspiel zu. Ausgehend von der Kooperation beim Debüt ging Andresen erneut einen Vertrag mit Aesthetic Death Records zur Veröffentlichung des Albums ein. Die Zusammenarbeit sei eine herausragende Unterstützung, die sie fortführen wolle solange dies möglich sei. Hinzukommend sei der Katalog des Labels beeindruckend.

## Albuminformationen
Drudging the Mire ist das zweite Studioalbum der Band. Das 2011 mit der Katalognummer ADCD 019 veröffentlichte Album enthält acht separate Stücke, die eine Gesamtspielzeit von 1:11:57 Stunden haben. Die Gestaltung übernahm Andresen selbst. Über Aesthetic Death Records erschienen 1500 CD-Exemplare. Die Texte des Albums zeichnen ausgehend von Andresens Gefühls- und Gedankenwelt unter „Wut und Verzweiflung“ ein „düsteres Bild der Menschheit“. Dabei bezieht sie sich in ihre Misanthropie ein.

„Ich bin mir sehr wohl bewusst, dass ich genauso heuchlerisch, irrational und egoistisch bin wie die nächste Person.“

### Titelliste
1. Processional: Drudging the Mire: 4:19
2. I, Rodent: 9:28
3. Faceless: 9:16
4. World: 7:19
5. Electric Womb: 14:49
6. The Mighty Spires: 10:35
7. Speak: 12:46
8. Berceuse – Slow Immersion: 3:25

### Stil
„Das ist so ein Album, bei dem man musikalische Schubladen am besten gar nicht erst bemühen sollte, denn jedes Label, das man ihm aufdrücken könnte, müsste mit einem dicken Aber wieder korrigiert werden, weil es so gar nicht dem Klischee entsprechen will. MURKRAT bedienen sich allerdings durchaus aus dem Klischeetopf, um am Ende ein recht elitäres, ganz und gar ungewöhnliches Album zu erschaffen.“

Als „extravagante Melange“ aus Doom Metal, Black Metal und opernhaften Elementen wird Drudging the Mire als eigenständige Veröffentlichung zwischen Funeral Doom, Gothic Metal und diversen weiteren Einflüssen wahrgenommen. Mit minimalistischer Instrumentierung kombiniert Andresen eine Fülle an Einflüssen die Post-Industrial, Klassik, Dark Wave und verschiedene Metal-Spielarten einschließt. „Träges Drumming und eine schleppende Rhythmus-Gitarre“ bilden die Basis der Musik. Einschübe aus dem Repertoire des Dark Ambient tragen zu einer düster und verstörenden Atmosphäre bei. Als bestimmendes Element wird dabei von Andresen ihre Stimme eingesetzt. So nutze sie ihren vielfältigen Gesang, um individuelle „Klanggebilde“ zu gestalten.

„Sie ächzt, sie klagt, sie leidet, hasst, schreit, schimpft verbittert, gröhlt wie ein Höhlenmensch, singt majestätisch, stapelt mehrere Stimmen zu sakralen Chören, flüstert, quengelt, kreischt, singt sanft und beschwören und erbricht ihren Schmerz. Mutiert von einer im Sterben liegenden Sabina Classen zu einer psychotischen Dolores O’Riordan, von einer depressiven Enya zur geistig gestörten Donita Sparks. Wie ein Chamäleon passt sie sich ihrer musikalischen Umgebung an.“

## Wahrnehmung
Drudging the Mire sei „ein Werk von Puristen für Puristen“, so Yannick für Metal.de. Und als Veröffentlichung „zwischen Anstrengung und Offenbarung“ sei das Album kaum zu benoten schrieb Ralf Scheidler von Bloodchamber. Ähnlich einschränkend urteilten viele Rezensenten, lobten derweil jedoch meist das Album. Als, gerade für einen Kreis „Kenner und Anhänger des anspruchsvollen Dooms“, erweise sich Drudging the Mire als eine „mehr als interessante und aber auf jeden Fall sehr eindringliche neue Perspektive“. So schrieb Christian Wachter für das Musikmagazin Legacy, dass das Album „acht unglaublich intensive, eindringliche Songs“ präsentiere. Auch weitere Rezensenten, wie Moritz Grütz von Metal1.info lobten die Veröffentlichung als „tiefgründige, gefühlvolle und vor allem melancholische Musik, die zu beeindrucken, bisweilen gar mitzureißen vermag.“

„Deeply spiritual, authoritative, liturgical, full of chromatic breaks, thundering, hesitating, meditative, furious and suave, MurkRat’s ‘Drudging The Mire’ is worth all the praises that could be carved on the cold prehistoric rock of some moon-kissed high peak… praises for MurkRat!!“

„Zutiefst spirituell, gebieterisch, liturgisch, voller chromatischer Brüche, donnernd, zögernd, meditativ, wütend und galant ist MurkRats Drudging The Mire jedes denkbare Lob wert, das jemand in einen kalten prähistorischen Felsen eines mondbeschienenen Gipfels schlagen könnte … Preiset MurkRat!!“